# 巴丹半島戰役 (1945年)
巴丹半島戰役發生於1945年1月31日至2月8日，是美軍及菲律賓遊擊隊從日本帝國手中解放菲律賓群島中呂宋島之巴丹半島的戰役，是解放菲律賓之戰役中的一部份，目的是佔領馬尼拉灣之西海岸，以使用馬尼拉之港口設施及開闢供應線以支援進行中的馬尼拉戰役。

## 背景
美軍向馬尼拉之快速推進加重由仁牙因灣開始的物資供應線的負擔，仁牙因灣當時是美軍向首都進軍的唯一供應基地。
由於佔領馬尼拉具有軍事上及心理上的優勢，因此佔領馬尼拉灣亦是合乎邏輯的，馬尼拉的港口已在美國人手中，但仍然不能使用，除非攻佔了在西面的巴丹半島。
道格拉斯·麥克阿瑟上將把攻佔巴丹半島及之後的科雷吉多島的任務交給由沃爾特·克魯格中將的美國第6軍團負責，克魯格派出其屬下的由查理斯·霍爾指揮的美國第11軍實施進攻，第11軍包括由亨利·L·L·瓊斯率領的美軍第38步兵師及由奧布里·S·纽曼率領的美軍第24步兵師中的第34步兵團，第11軍將會在巴丹半島西北25英哩（40公里）的三描禮示海岸登陸及向東快速橫越半島根部，之後轉向南面，肅清半島守軍，包括其東海岸。
但美軍高估了巴丹半島守軍之力量，他們以為整整一個日軍師團防守此地，但日本第14方面軍司令山下奉文大將認為防守馬尼拉灣已超出了他們的能力，因此只有4,000名日本守軍在巴丹半島抗擊美軍，他們屬於由冢田喜智理中將指揮的健武集團，此集團奉命防守巴丹半島、科雷吉多爾島及呂宋島南部。主體單位是由長吉真信大佐指揮的長吉支隊。

## 戰事過程

### 推進到半島
1945年1月29日，第38步兵師在呂宋島南部省份三描禮示的聖安東尼奧海岸登陸，沒有遇到抵抗。 他們迅速攻佔聖馬塞利諾的簡易機場，但發現這裹在3天前已被由拉蒙·F·马格赛赛上校（後來的菲律賓總統）率領的菲律賓游擊隊佔領。另外，第34步兵團在登陸後攻佔了奥隆阿波的港口設施及在蘇比克灣的格蘭德島，由於進攻十分突然，日軍抵抗微弱，美軍只有1人被一頭公牛咬傷。 到1月底，三描禮示省被解放。 
第38步兵師第151步兵團從天南面攻佔了蘇比克灣的入口處後，轉入第11軍之後備力量。同時，第152步兵團奉命通過由第34步兵團控制下之區域，沿崎嶇不平的7號公路，向20英哩（30公里）外的皮納圖博火山推進，而第149步兵團在第152步兵團北面，同時向東推進，與美軍第14軍會合，之後沿7號公路轉向西南與第152步兵團會合，第11軍司令霍爾相信不需一星期便可以控制7號公路。

### 之字形關口上的戰鬥
長吉真信決定在巴丹半島北部崎嶇的三苗禮示山脈建立一個防禦陣地，美軍稱之為之字形關口，日軍已儲備了足夠的軍需物資及軍火作長期戰鬥，但日軍之防線比較薄弱，只有2,000碼左右，正處於美軍鉗形攻勢之中，無論如何，長吉及其第39步兵團希望無限期堅守此地。之字形關口為形容為「只有少量崎嶇土地，而且滿佈叢林，主要道路的7號公路在通過關口時猛烈扭轉，之後還有由豬舍搆成的天然屏障，在這地區之叢林中的植物群非常矮小，任何人在從公路可向前步行5碼，之後便看不見原本的這條公路，日本人在每座山上佈防，在之字形關口上互相之間有隧道及溝渠連接，在特別重要地區建有強大的碉堡，所有防禦工事均被很好的偽裝起來，由很繁茂的樹葉保護」。所以，只需要很少的守軍就能阻擊大部隊進攻。
1945年1月31日，攻佔西面的奧隆阿波之後，第38步兵師向東進入了地形錯綜複雜之字形關口，以尋找日軍兩翼，但在2月1日早上，前進了3英哩（5）之後，第152步兵團走入了日軍在馬蹄形峽谷之據點，第一次遇到之字形關口的主要障礙，經過2天激烈踐戰鬥及付出巨大代價後，所有向東的推進均被阻止，由於日軍的阻擊、步兵旅的重組以重新嘗試尋找日軍的主要防線，及在叢林中的通訊困難，第152步兵團各單位不知道其他單位的詳細位置，當時日軍從西北到東南的防線尚未被發現，由於其進攻計劃陷入動彈不得的局面，瓊斯少將被解除指揮第152步兵團的任務。
第34步兵團被命令增援在之字形關口上的戰鬥中受挫的第152步兵團，但是，經過6天激烈戰鬥，雖然有重型火炮的支援及陸軍航空隊的凝固汽油彈轟炸，第34步兵團仍然付出巨大代價，其進攻依然失敗，瓊斯少將命令第152步兵團恢復由北面沿7號公路的進攻，到2月6日，第151步兵團重新加入戰役以支援第34步兵團，不過更多的誤會及之前的不愉快，霍爾中將解除了瓊斯少將的職務，暫時由蔡斯少將代替。
在蔡斯少將上任同一天，第149步兵團完成了其沿7號公路東進及轉向北面與美軍第14軍會合，之後再西進與第38步兵師會合，第151及第152步兵團一前一後地通過關口東進，因此，日軍在2月8日撤退，3天後，2月11日，第151步兵團撤出戰鬥，而第152步兵團繼續進攻，到1945年2月14日，第149及152步兵團會合。
經過一系列激烈戰鬥，之字形關口終於落入第38步兵師手中，在戰事中，本來2,800名日本守軍中，有2,400人被美軍第11軍擊斃，另有25人被俘。

### 登陸巴丹半島南部
2月15日，兩支第38步兵師之部隊在第11軍指揮下在巴丹半島南部登陸，南部支隊由蔡斯少將指揮，下轄第151步兵團包括第34步兵連、第139炮兵營及其他單位；東部支隊包括第6步兵師之第1步兵團，它被配屬於第38步兵師。
在2月14日，南部支隊從巴丹半島北面西海岸向南出航，於2月15日早上10:00在馬里韋萊斯港登陸，登陸部隊一部份向西面的墨特馬，另一支部隊向東海岸的皮拉推進。
同時，東部支隊從2月12日從皮納圖博向南面的皮拉進攻，他們屬於第149步兵團，在皮拉，部隊一分為二，一部份向南邊的城鎮推進，另一部份向西踏上第111號公路，2月18日，2支部隊在墨特馬附近會合。2月21日，經過3年時間，巴丹半島終於回到美國人及菲律賓人手中。

## 總結
日本人在防守之字形關口時蒙受巨大損失，超過2,400人陣亡及75人受傷，長吉大佐與其屬下的300名士兵在2月底逃住呂宋島南部與另一支守軍會合，第38步兵師損失270人及420人受傷，其中第34步兵團有68人陣亡及268人受傷。
除了在之字形關口遭遇頑強抵抗，第38步兵師在向東佔領三苗禮示省及巴丹半島只遇到微弱抵抗，令美國人能充分利用馬尼拉灣及其全世界一流的深水港，這對美軍收復馬尼拉時的物資供應有莫大助益。